# Societat Unió Musical de Crevillent

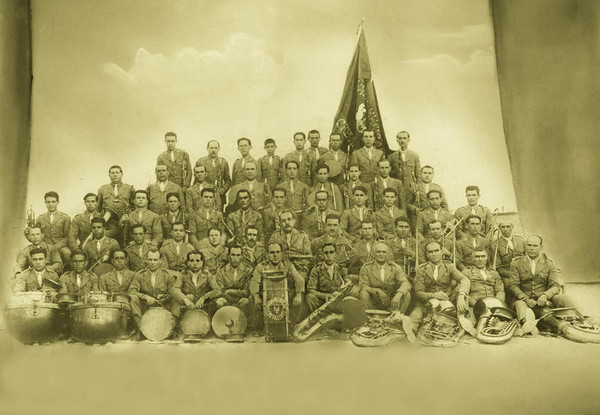
Societat Unió Musical de Crevillent (1929)

La Societat Unió Musical de Crevillent, es tracta d'una banda situada en el poble de Crevillent (província d'Alacant). Aquesta agrupació musical, consta en la població des de 1929, encara que tenim evidència de tradició musical al poble des de 1860. La SUM de Crevillent està composta per més de 100 músics i compta amb una escola de música amb al voltant de 200 educands en les diferents especialitats musicals.
Existeix constància de tradició musical en Crevillent ja en l'any 1860 amb la banda de música, que més tard en 1902 passaria a anomenar-se "La Primitiva". Al mateix any (1902) naixeria una nova banda al poble, "La Filharmònica", composta per alguns integrants de la Primitiva i coneguda com "la música del quinze" pels seus 15 components, al front de Juan Bautista Aznar Lledó. L'actual Unió Musical va ser creada a partir de la fusió de les dues bandes existents a la localitat, el 7 de gener de 1929. Societat Unió Musical de Crevillent va ser el nom de l'entitat resultant amb una plantilla de 80 músics sota la batuta de don  Manuel Aznar Alfonso. El dia 12 de gener de 1929, es va fer publica la fusió de les dues bandes en la publicació del seminari independent "Regeneración".
La banda participa de la vida cultural del poble: el concert de música festera de moros i cristians, el certamen de música religiosa, el concert de Santa Cecília per a donar l'inici als nous músics o el concert de nadal entre d'altres. A més, ha col·laborat amb diferents agrupacions musicals i corals del poble i/o externes, i personalitats com Johan de Meij, José R. Pascual Vilaplana, Sandra Ferrández o Pep Gimeno "El Botifarra", etc.
També s'ha vist involucrada en el plànol internacional amb les diverses expedicions amb les poblacions agermanades Fontenay-le-Comte (1974) i Fontenay-le-Fleury (2001). A més, en 1989 es va realitzar una gira centreeuropea oferint diferents concerts de música espanyola. El primer concert va tenir lloc en el Kongresshaus de Innsbruck i el segon es va realitzar en Bregenz.
La SUM ha aconseguit nombrosos premis en certamens, així com reconeixements a la seua trajectòria. Estre aquests, es troba l'Alta Distinció de la Generalitat Valenciana (1995) i la Medalla de Plata de la FSMCV. També cal destacar el 1r premi i menció d'honor en VII Certamen Internacional de Bandes de música Vila de la Sénia en l'any 2013 on es van interpretar el passodoble Cielo Andaluz, de Pascual Marquina, d'obra lliure, Symphony n. 2, de John Barnes Chace i d'obra obligatoria Bacchus on Blue Ridge, Joseph Horovitz.

## Discografia
- Abaran y su música (David Templado, 1992)
- Comparsa Mora Berberiscos. Homenaje a la "Festa" Crevillentina (2000)
- Nuestra música. Societat Unió Musical de Crevillent (2002)
- Crevillent, acordes de pasión (2010)
- 25 aniversario María Santísima de la Victoria (2015)